# Bhut (fantôme)
Pour les articles homonymes, voir Bhoot et Bhuta.
Dans la mythologie hindoue et d'autres cultures d'Asie centrale, un bhut (bhūta en sanskrit, forme anglicisée : bhoot) est une créature surnaturelle, habituellement le fantôme d'une personne décédée ou un esprit mauvais. 

## Description
La façon dont les bhuts prennent forme varie selon la région et la communauté ; en général, ils sont vus comme perturbés et impatients à cause de facteurs qui les empêche de progresser, que ce soit parce qu'ils ne peuvent se réincarner, que ce sont des non-vivants ou que les portes du nirvana, du paradis ou de l'enfer leur sont fermées. Leur posture est la conséquence d'une mort violente, d'une mort prématurée ou encore de l'absence d'un rite funéraire. Pour certains croyants népalais, il s'agit des fantômes de personnes ayant gravement pêché durant leur vie. Pour eux, le terme « bhut-pret » regroupe tous les fantômes décédés de manière malencontreuse.
Pour les Kalash du Chitral, au Pakistan, il s'agit d'esprits mauvais dont l'objectif est de faire échouer les projets des humains. 
Le mot « bhuta » peut également désigner, par exemple en pays kanara, une sculpture en bois plantée en limite de territoire, représentation du totem (cochon, tigre, taureau), d'une divinité du panthéon hindou (ou d'un assistant de divinité), ou d'un humain héroïsé.

## Protection
Lors des cérémonies religieuses Kalash, ils sont tenus à l'écart avec des fulminations de genévrier, arbre qu'ils considèrent comme sacré. Dans le centre de l'Inde, le processus de purification consiste à jeter des grains de riz et de moutarde, peuvent aussi exister. Les femmes enceintes sont encouragées à porter du fer sur elles durant la grossesse afin d'éloigner les sorcières et les mauvais esprits.

## Chasse aux esprits des Kalash
Au sortir de l’hiver a lieu chez les Kalash une cérémonie appelée la « nuit des flambeaux » ou la « chasse aux esprits mauvais ». Chaque habitant, y compris les femmes et les enfants — ce qui est rare car ils sont souvent exclus des rituels religieux — porte un long flambeau (ceux des hommes adultes sont longs de plusieurs mètres). Cela a pour effet de chasser les démons et libère les vallées de leur influence. Libérés de cette mauvaise influence, les jours recommencent donc à rallonger. 
Les bhuts sont en outre — de même que les sorcières — chassés en une autre occasion : lors du « soir des sorcières ». Chaque père de famille sort alors de chez lui avec son fusil et tire en l’air, chassant ainsi les esprits mauvais et les sorcières qui fuient les coups de feu. 